# Comando de la Guardia Suprema
El Comando de la Guardia Suprema (también conocida como la Unidad 963, el Buró Escolta, Comando de Guardia, Guardia del Buró y la Guardia General del Buró) es la fuerza de guardaespaldas personales de la familia Kim que gobierna Corea del Norte. El comandante actual es el general Yun Jong-rin.

## Nombre
Se afirma que la familia gobernante norcoreana es supersticiosa y el número de designación del Comando de la Guardia Suprema se refiere a la operación numérica "9 y 6+3=9" (doble 9), en la que el "9" es considerado oportuno.

## Historia
Según la historia oficial el Comando participó en la guerra de Corea (conocida en Corea del Norte la Guerra de Liberación de la Patria). La unidad también produjo 72 héroes del trabajo y 28 héroes de la República.
El Comando fue creado en 1946 y entre 1970 y mediados de la década de 1990 era parte del Departamento de Seguridad Estatal. Aunque, para lidiar con varios intentos de golpe, Kim Jong-il (hijo y sucesor del fundador de Corea del Norte, Kim Il-sung) reorganizó la unidad para destituir a varios oficiales y expandió su unidad de guardaespaldas personales a 200 hombres y la llamó "Unidad 2.16".
El 27 de abril de 2018 el Comando fue desplegado para proteger al líder Kim Jong-un durante su visita a Panmunjom, durante la Cumbre intercoreana de ese año.

## Organización
El Comando actúa bajo las órdenes de las Fuerzas Terrestres del Ejército Popular de Corea y está dividido en aproximadamente 6 departamentos, 3 brigadas de combate, varias divisiones de guardaespaldas y 1 batallón de construcción. La unidad tiene un personal de  95,000-120,000 efectivos.
Las divisiones de guardaespaldas están divididas en dos secciones la  Sección 1 dedicada a la protección de Kim Il-sung y la Sección 2 que protegió a Kim Jong-il. Se desconoce si Kim Jong-un (nieto e hijo respectivo de los anteriores) tiene una nueva sección para él.
El Comando tiene campos de entrenamiento en todo el país, usualmente cerca de las residencias oficiales especialmente en la capital Pionyang. También protege a figuras importantes del ejército y el Partido del Trabajo de Corea. Asimismo se coordina con la Infantería de Defensa de Pionyang (con 70,000 hombres) y el III Cuerpo para la defensa de la capital y otros puntos estratégicos. Esas unidades militares proveen unos 95,000-100,000 soldados, que incluye artillería y vehículos blindados para la defensa del país.

### Reclutamiento y entrenamiento
Según el testimonio de Lee Young-kuk, los reclutas para la Guardia son escogidos en las escuelas secundarias para ser inspeccionados. Los prerrequisitos incluyen tener un cuerpo en buen estado físico; a los candidatos potenciales se les revisa su historial familiar para ser leales al partido y la política songun. Una vez escogidos se les da un número de identificación y el contacto con la familia está prohibido. Solo se permite un miembro por familia para ser guardaespaldas.
Los reclutas son enviados a campos de entrenamiento especial pi 6 meses y entrenados para un total de 2 años. El entrenamiento incluye clases de taekwondo (un arte marcial coreano), puntería, marchas largas y tácticas de operaciones especiales. Según el desertor Oh Young-nam, un exmiembro del Departamento de Seguridad Estatal, el Comando de la Guardia Suprema, publicó un libro de 300 páginas que detalla incidentes de seguridad.: 547 

## Miembros conocidos
- Lee Young-kuk[13]
- Pak Su-hyon[15]: 426